# Сычевский, Сергей Иванович
Сергей Иванович Сычевский (1840—1890) — русский литературный критик и писатель.

## Биография
Родился в Санкт-Петербурге в 1840 году.
В 1860 году окончил с золотой медалью 3-ю Санкт-Петербургскую гимназию и поступил на восточный факультет Петербургского университета и переведён в том же году на историко-филологический факультет Санкт-Петербургского университета. Был исключён из университета в 1861 году за участие в студенческих беспорядках, а 14 мая 1862 года арестован и заключён в Петропавловскую крепость; 19 сентября был освобождён, с требованием убыть в Елисаветград Херсонской губернии. Некоторое время жил у родителей в Золотоноше, в 1863 году получил разрешение переехать в Херсон, где редактировал неофициальную часть газеты «Херсонские губернские ведомости», а с 1865 года работал в земстве. В 1869 году из-за его статьи «Бюрократы-моралисты», напечатанной в «Одесском вестнике» попал под особое наблюдение; через три года был освобождён от надзора. В 1874 году он выступил с лекциями о Шекспире, обнаружившие его талант литературного критика.
Переехав в Одессу в 1875 году, занялся педагогической деятельностью: некоторое время был инспектором в Мариинской гимназии А. фон Оглио, читал курс словесности в Одесском коммерческом училище. Женился на Софье Платоновне Зубковской (дочери исправника).
Стал деятельным сотрудником «Одесского вестника», в котором заведовал литературно-критическим отделом. В 1878 году непродолжительное время служил в одесской городской управе. В 1880 году сотрудничал в одесской газете «Правда», поместив в ней ряд статей. В 1882—1885 годах служил в управлении Юго-Западных железных дорог в Киеве секретарём С. Ю. Витте и был отстранён от должности за утерю рукописи. В 1885 году вернулся в Одессу, где вновь сотрудничал в «Одесском вестнике», а с 1889 года — в одесском педагогическом журнале «Школьное обозрение».
В течение своей почти 25-летней литературной деятельности он написал множество статей о главнейших представителях западно-европейской литературы: Шекспире, Байроне, Гюго, Золя, Бурже и др. И из русской литературы им было отмечено почти всё более или менее важное, что печаталось в лучших журналах или выходило отдельным изданием. В пору, когда стали говорить о деградации творчества А. Н. Островского, он выступил с высокой оценкой его творчества. Его журнальные очерки о Некрасове вызвали в столичных журналах целый литературный спор. Высоко ценил Сычевский творчество Салтыкова-Щедрина. О «Братьях Карамазовых» Достоевского он писал, что этот роман «сияет как солнце» среди всей современной русской и иностранной беллетристики.
Кроме критических статей, им был написан ряд беллетристических очерков под псевдонимом «Стрелка».
Умер от воспаления мозга 18 (30) августа 1890 года в Одессе. Похоронен на 2-м Христианском кладбище.